# ひめキュンフルーツ缶
ひめキュンフルーツ缶（ひめキュンフルーツかん）は、2010年（平成22年）に結成された愛媛県のローカルアイドルグループ。「ご当地アイドル殿堂入り」。このページでは、ひめキュンフルーツ缶の姉妹グループのAiCune・PAFUについても扱う。

## 概要
ライブハウス松山サロンキティを運営する伊賀千晃（ジャパハリネットプロデューサー）が、キティビル5階のキティホールを本拠地とした地元アイドルを作るため、友人のメディアプロデューサー・西村重夢と共に立ち上げたアイドルプロジェクト。その後、脚本家・酒井直行が両親の介護のために松山に帰郷した際、地元の疲弊を感じ活性化のためプロジェクトに参加。
2010年（平成22年）8月に愛媛県内に住んでいる10歳から20歳までの女子を対象にオーディションを開催。合格者14名「ひめキュン（正規メンバー）」7名、「ひなキュン（研修生）」7名（大原歩は正規メンバー合格だったが当時小学生のため、後にひなキュンへ移動）は週3回のペースでレッスンを重ね10月からは松山キティホールを拠点に月1 - 3回のペースで定期公演を行いつつ、市内の商店街やボウリング場、車の展示場などのイベントに参加し、ライブを行ったり愛媛の観光や特産品のPRなど地元に密着した活動を行った。翌2011年（平成23年）にはCDデビューが決定し、リーダー阿部愛友実、センター岡本真衣などのオリジナルメンバー6名と、ひなキュンより昇格した谷尾桜子、菊原結里亜の2名を加えた計8名で1stシングル「恋愛エネルギー保存の法則」を発売した（オリコンインディーズチャート初登場1位）。しかし、その後はメンバーの意識の低さがパフォーマンスにも影響し、チャートでも結果を残せず長らく伸び悩む状態が続いた。そして2011年（平成23年）11月に当時ナンバー4であった長谷部萌香が学業専念のため卒業。さらに2012年（平成24年）3月にはリーダーの阿部愛友実と歌唱力選抜の渡部恵美奈がソロで活動するため脱退するなど、主力メンバーの相次ぐ卒業によりひめキュンは解散寸前にまで追い込まれた。残されたメンバー5人はこのまま続けるのか辞めるのか選択を迫られたが、「ここまで来たら続けたい」・「辞めたメンバーを見返したい」と前進することを決意する。
こうした状況を受けて2代目リーダーには最年長の谷尾桜子が就任し、5人体制の新生ひめキュンの形成を開始した。初代リーダーに頼りすぎてしまった過去の教訓により「リーダーというのは名前だけで、メンバー1人1人が頑張ろう」と約束し、よりハイレベルなダンス&ボーカルを追求したレッスンを行った。。楽曲も徐々にハードなロックナンバーが増えていき、なおかつダンスもハードなものへの進化し「最強のご当地アイドル」と呼ばれるようになった。2013年（平成25年）には徳間ジャパンの目に留まり、ついに念願のメジャーデビューを果たした。メンバー5人のキャラ役割も色濃くなり、全国メディアへの露出も増えた。また、2011年（平成23年）にはひなキュンより選抜した4名で姉妹グループ「nanoCUNE」を結成。さらに2012年（平成24年）にはひなキュンより選抜した2名で2組目の姉妹グループ「FRUITPOCHETTE」を結成。さらに2013年（平成25年）には一般公募より募った14名で3組目の姉妹グループ「AiCune」を結成した。ひなキュン解体により、ひめキュングループのメンバーは全員いずれかのユニットに参加している。2020年（令和2年）8月、結成10年を迎えて日本ご当地アイドル活性協会より『ご当地アイドル殿堂入り』に認定された。
ひめキュングループには、地元の新聞「愛媛新聞社」がバックアップ体制をとるほか、「松山銀天街」・「大街道商店街」・「まつちかタウン」などの商店街・地下街が「ひめキュン応援団」として協力。アーケードの巨大モニターにひめキュンのPVが流れたり、多くの店舗でひめキュンとのコラボ商品や看板が並んでいる。特に松山銀天街ではミニライブのステージ常設のメンバーグッズ専門店「ひめキュンオンラインショップ」が営業しているなどの強力なバックアップ体制をとっている。さらに地元の専門学校「学校法人河原学園」の国際デザイン・アート専門学校が衣装デザインと製作を、国際トータルビューティカレッジの講師と生徒が公演のヘアメイクを手掛ける。（「恋の微熱」以降は専門学校松山ビジネスカレッジが衣装デザインと製作を行う）また、地元の剛腕プロデューサー、作詞・作曲家、音楽クリエイター、映像監督がひめキュンを作品を手掛け、プロのボイストレーナー、ダンスコーチが専用スタジオで質の高い指導を行っているため、ひめキュンのクオリティは他のローカルアイドルを圧倒する完成度を誇るレベルにまで達している。目標は西日本一の収容人数を誇る地元松山市のひめぎんホールで全国のファンを集めてライブを開催すること。最終目標は全国制覇すること。
2023年11月3日、年内に解散することを愛媛・松山キティホールで行われたライブ「HimeKyunFruitCan“みんな一緒にロックな6周年”積み重ねた友情に拍手を!!」において発表した。解散公演は12月30日に愛媛・松山サロンキティで開催予定。

## 略歴

### 第1期

#### 2010年（平成22年）
- 6月7日、公式サイト開設。
- 6月18日 - 7月31日、第1期生メンバー募集。応募総数176名。
- 8月28日、選考オーディション実施。14名が選ばれる。
- 9月15日、愛媛FCときめきサポーター就任。
- 9月26日、プレデビューイベントとして愛媛FCホームゲームにて「恋愛エネルギー保存の法則」を披露。
- 9月末、ひなキュン（研修生）の小宮山えりかが脱退。
- 10月10日 冠レギュラー番組「ひめキュン 生ラジオ缶」放送開始。
- 10月23日、プレ公演「フライング」開催 。
- 12月18日、定期公演「缶詰あけちゃうぞ」開始 。

#### 2011年（平成23年）
- 3月1日、『キスケボウル』・『キスケカラオケWAO』のCM開始。
- 3月9日、1stシングル『恋愛エネルギー保存の法則』 発売。
- 4月4日、1st写真集 『ひめキュン写真缶』発売。
- 5月9日、ひなキュン（研修生）の山岡凛・川畑愛美が卒業。
- 5月18日、2ndシングル『恋のプリズン』発売。
- 6月末、ひなキュン（研修生）の田中咲葉良が卒業。
- 7月16日、2期生公開オーディションを銀天街河原学園スタジオにて開催。
- 7月30日、2期生公開最終オーディションを銀天街河原学園スタジオにて開催。
- 8月3日、3rdシングル『8分の1のブレス』発売。
- 8月3日、アメーバブログにメンバーブログを開設。本名での活動となる。
- 8月11日、日本テレビ系『秘密のケンミンSHOW』に出演。
- 8月24日、姉妹グループ「nanoCUNE」の公式サイトオープン。
- 8月27日、定期公演4.6「真夏のきみとも交流戦・夜の部」にて長谷部萌香が11月いっぱいで卒業することを発表。
- 9月3日、映画「へっぽこエスパーなごみ！」クランクイン。
- 11月13日 、morph tokyoで福岡のローカルアイドルLinQとの合同ライブ『福岡LinQ&愛媛ひめキュンフルーツ缶 ジョイントLIVE』開催。
- 11月26日、長谷部萌香が定期公演5.5「卒業！ さよなら萌香、笑顔でまたね」にて卒業。

#### 2012年（平成24年）
- 2月、2期研修生お披露目。
- 3月10日、阿部愛友実、渡部恵美奈が脱退。
- 3月28日、4thシングル『恋が止まらない』発売。
- 4月11日、5thシングル『恋の微熱』発売。
- 5月26日、LinQとの福岡合同ライブ『Linキュン同盟』開催。
- 6月27日、6thシングル『例えばのモンスター』発売。
- 7月31日、横浜で開催された「SUMMER FESTIVAL『WATER7』2012」に出演。
- 8月1日、1stアルバム『恋愛ミラクル！！』発売。
- 8月5日、東京・お台場で開催された「TOKYO IDOL FESTIVAL 2012」に出演。
- 8月7日、水戸で開催された「ジャイコナイト MITO presents『一夜限りのアイドル大戦争』」ゲスト出演。
- 8月11日、定期公演番外編「大江戸アイドロール！」を開催。
- 10月より初の全国ツアー「ひめキュン "IDOROLL" TOUR 2012 Universal Truth !!」を開始。
- 11月24日、『恋愛ミラクル！！』収録曲『ワタシダイイチキボウ』のPVをYouTubeにて公開。

#### 2013年（平成25年）
- 1月23日、7thシングル『キラーチューン』発売。
- 3月2日から4月26日にかけて2度目の全国ツアー「HimeKyun"Idoroll"Tour 2013 Scene of the youth!!」を13都市で13公演敢行。
- 3月27日、8thシングル『バズワード』発売。
- 5月25日、8月7日発売のシングル『アンダンテ』で徳間ジャパンコミュニケーションズよりメジャーデビューすることを発表[3][4]。
- 7月1日、ひめキュンフルーツ缶・nanoCUNE・FRUITPOCHETTEの3組によるユニット「マックル」が食育応援団としてシングル『たべまショータイム』発売。
- 8月6日、NHK連続テレビ小説「あまちゃん」で企画された、地元のローカルアイドルがご当地自慢を紹介する町おこしキャンペーン「全国『あまちゃん』マップ」で愛媛県担当に選ばれたことが確認された。
- 8月7日、9thシングル『アンダンテ』発売。
- 8月24日、香川県で開催された「MONSTER baSH 2013」に出演。
- 8月30日、主催イベント「ひめキュン祭〜大江戸アイドロール！SPECIAL〜」を東京にて開催。
- 9月7日、一般公募にて結成した姉妹グループ「AiCune」がお披露目される。
- 10月1日、配信シングル『流星トレイン』発売。
- 10月26日から2月16日にかけて3度目の全国ツアー「HimeKyun"Idoroll"Tour 2013-2014 Your Future Is Our Hope!!」を18都市で19公演敢行予定。
- 11月24日、松山で開催されるイベント「えひめ・まつやま産業まつりwithメディアパーティすごいもの博2013」に出演。
- 11月30日、主演映画『あすなろ参上！』公開。
- 11月30日、愛媛オンリーアイドルAiCuneが正式デビュー。
- 12月1日、「NHKオンデマンド全国『あまちゃん』マップ全国ご当地アイドルランキングバトル」においてひめキュンフルーツ缶が3位獲得。2014年（平成26年）度NHKオンデマンド中四国エリア公式キャラクターに就任。
- 12月8日、関西国際空港で開催される「『旅 TABiフェス Vol.2』〜若者よ海外へはばたけ！！」に出演。
- 12月13日、10thシングル『モラトリアム』を発売。
- 12月15日、東京・赤坂にて開催されるイベント「DECEMBER'S CHILDREN」に出演。

#### 2016年（平成28年）
- 11月20日、AiCuneが解散。木下きらりと橋本真咲はMAD MAGAZINE RECORDSを卒業。その他のメンバーは後日また新しいグループで活動予定[5]。

#### 2017年（平成29年）
- 6月16日、4月より体調不良で休養していた河野穂乃花が同日付で卒業。その他のメンバーも10月末をもって全員卒業し、11月からは新メンバーで再始動することが発表された[6]。
- 10月29日、卒業公演「ひめキュンフルーツ缶"2010-2017"卒業〜今までも、これからも〜」を松山サロンキティで開催。ダブルアンコールでは河野もステージに登場し、「卒業の日」を披露。さらに新メンバー7名を迎えて「ひめキュン参上！」を11名で披露[7]。

### 第2期

#### 2017年（平成29年）
- 11月1日、7名による新体制が始動。中村百花が第2期リーダーに就任。
- 12月2日、中村百花の学業に伴う休業でアンダーを務めていた友近由麻が加入[注 1]。
- 12月23日、新体制初のシングル「STAND UP!!」を発売予定。同日、「新生ひめキュンフルーツ缶-お披露目Xmas公演-」を松山キティホールで開催予定。

#### 2020年（令和2年）
- 11月20日、当時第2期リーダー中村百花に重大な規約違反があったことが発覚し、解雇処分にしたことを発表。

#### 2021年（令和3年）
- 1月10日、この日のライブをもって第2期ひめキュンフルーツ缶の活動を終了。当時在籍していたメンバーは引き続き第3期で活動する。

### 第3期

#### 2021年（令和3年）
- 1月11日、第3期として再始動。古谷那瑠美がリーダーに就任し山本愛梨が加入。

#### 2023年（令和5年）
- 11月3日、年内で解散することを発表[2]。
- 12月30日、愛媛・松山サロンキティにて解散公演を開催（予定）[2]。

## ひめキュンフルーツ缶

### 第1期

#### 全員卒業時のメンバー
| 名前        | ニックネーム | 生年月日              | 加入期 | 担当フルーツ     | 血液型 | 備考 |
| ----------- | ------------ | --------------------- | ------ | ---------------- | ------ | --- |
| 岡本 真依   | まいまい     | 1997年6月11日（28歳） | 1期    | ストロベリー     | O型    | ひめキュンの親指姫、熱血担当。 不動のセンター 卒業後はトライシグナル結成。 2021年8月29日に引退。                                              |
| 奥村 真友里 | まゆりん     | 1996年2月5日（29歳）  | 1期    | アップルマンゴー | O型    | モデル活動経験あり、ビジュアル担当。 ミス・アース・ジャパン2016ファイナリスト。 卒業後はトライシグナル結成。                                  |
| 菊原 結里亜 | ゆん         | 1997年7月19日（28歳） | 1期    | グリーンアップル | AB型   | ひなキュンより昇格、筋肉担当。 ボーイッシュ&最年少。 卒業後しばらくは本名で活動していたが、その後菊原結里に改名して東京都で女優活動をしている |
| 谷尾 桜子   | さく         | 1992年4月27日（33歳） | 1期    | ブルーベリー     | AB型   | ひなキュンより昇格、頭脳担当。 2代目リーダー&最年長。 卒業後はトライシグナル結成。                                                            |

#### 元・メンバー
| 名前        | ニックネーム | 生年月日               | 加入期 | 担当フルーツ       | 血液型 | 卒業日                     | 備考                                                           |
| ----------- | ------------ | ---------------------- | ------ | ------------------ | ------ | -------------------------- | -------------------------------------------------------------- |
| 長谷部 萌香 | もえもえ     | 1995年11月11日（29歳） | 1期    | パッションフルーツ | B型    | 2011年（平成23年）11月26日 | EXPG松山校出身 学業専念のため芸能界引退。                      |
| 阿部 愛友実 | あーちゃん   | 1995年3月13日（30歳）  | 1期    | パイナップル       | O型    | 2012年（平成24年）3月10日  | 初代リーダー、オーディション1位合格者 美容師を目指して勉強中。 |
| 渡部 恵美奈 | えみけろ     | 1996年2月3日（29歳）   | 1期    | バナナ             | O型    | 2012年（平成24年）3月10日  | 芸能活動経験あり。 EXPG松山校出身。 東京都で活動中。           |
| 河野 穂乃花 | ほのたん     | 1995年2月3日（30歳）   | 1期    | グレープフルーツ   | A型    | 2017年（平成29年）6月16日  | 右だけ八重歯の天使、毒舌担当。 芸能活動経験あり。              |

#### ひなキュン（研修生）元・メンバー
| 名前          | ニックネーム | 生年月日              | 加入期 | 担当フルーツ   | 血液型 | 卒業日                | 備考                                                                                |
| ------------- | ------------ | --------------------- | ------ | -------------- | ------ | --------------------- | ----------------------------------------------------------------------------------- |
| 小宮山 えりか | えりぽん     | 2001年4月23日（24歳） | 1期    | -              | A型    | 2010年（平成22年）9月 | キラポジョとして活動していたが、活動休止。                                          |
| 山岡 凛       | りんりん     | 1997年1月16日（28歳） | 1期    | ココナッツ     | AB型   | 2011年（平成23年）5月 |                                                                                     |
| 川畑 愛美     | なみっち     | 1996年8月30日（28歳） | 1期    | アプリコット   | B型    | 2011年（平成23年）5月 |                                                                                     |
| 田中 咲葉良   | うさぴょん   | 1997年2月9日（28歳）  | 1期    | キウイフルーツ | AB型   | 2011年（平成23年）6月 | 愛の葉Girlsとして活動して後に卒業。現在は人気占い師・ファッションモデルとして活動。 |
| 木下 あすみ   | あすみん     | 2001年11月6日（23歳） | 3期    | -              | AB型   | 2013年（平成25年）4月 | 後にAiCuneに加入するも卒業。                                                        |
| 岡田 梨里     | りさりさ     | 1999年4月9日（26歳）  | 3期    | -              | O型    | 2013年（平成25年）4月 | 後にAiCuneに加入するも卒業。2021年より愛媛美少女図鑑のモデルとして活動。            |

### 第2期・第3期

#### 現在のメンバー
| 名前        | ニックネーム | 生年月日               | メンバーカラー | 血液型 | 加入日                    | 備考                                           |
| ----------- | ------------ | ---------------------- | -------------- | ------ | ------------------------- | ---------------------------------------------- |
| 堀江 洸     |              | 2004年9月4日（20歳）   | イエロー       |        | 2017年（平成29年）11月1日 | 第2期メンバー。                                |
| 堀井 梨穂   | りほりん     | 2000年2月29日（25歳）  | パープル       |        | 2017年（平成29年）11月1日 | 第2期メンバー。                                |
| 古谷 那瑠美 | なるみん     | 1997年9月22日（27歳）  | スカイブルー   |        | 2019年（令和元年）9月8日  | 第2期メンバー、第3期リーダー。nanoCUNEを兼務。 |
| 山本 愛梨   | あいにゃ     | 2006年12月15日（18歳） | ピンク         |        | 2021年（令和3年）1月11日  | 第3期メンバー。                                |
| 梅﨑 愛琉   |              | 2006年7月31日（19歳）  | グリーン       |        | 2022年（令和4年）2月26日  | 第3期メンバー。                                |

なお、メンバー全員が愛媛美少女図鑑のモデルを兼任している

#### 元・メンバー
| 名前      | ニックネーム | 生年月日               | 血液型 | メンバーカラー            | 加入日                    | 卒業日                     | 備考                                   |
| --------- | ------------ | ---------------------- | ------ | ------------------------- | ------------------------- | -------------------------- | -------------------------------------- |
| 新山 美沙 |              | 1997年11月23日（27歳） |        | なし                      | 2018年（平成30年）8月14日 | 2018年（平成30年）9月11日  |                                        |
| 宮崎 愛央 |              | 2001年9月26日（23歳）  |        | ピンク                    | 2017年（平成29年）11月1日 | 2018年（平成30年）12月16日 |                                        |
| 長尾 茉南 | まななん     | 2002年2月27日（23歳）  |        | ブルー                    | 2017年（平成29年）11月1日 | 2019年（平成31年）3月30日  | 元・PAFUメンバー。                     |
| 友近 由麻 | ゆまもん     | 2001年5月5日（24歳）   |        | イエローグリーン→ホワイト | 2017年（平成29年）12月2日 | 2020年（令和2年）2月1日    | 元・AiCuneメンバー、元・PAFUメンバー。 |
| 宮本 紅   |              | 2003年5月30日（22歳）  |        | ホットピンク              | 2018年（平成30年）8月14日 | 2020年（令和2年）5月31日   |                                        |
| 中野 京香 |              | 2001年5月14日（24歳）  |        | オレンジ                  | 2017年（平成29年）11月1日 | 2020年（令和2年）10月31日  |                                        |
| 中村 百花 |              | 1998年12月15日（26歳） |        | レッド                    | 2017年（平成29年）11月1日 | 2020年（令和2年）11月20日  | 第2期リーダー                          |
| 友澤 春香 |              | 2003年7月11日（22歳）  |        | グリーン                  | 2017年（平成29年）11月1日 | 2021年（令和3年）3月21日   |                                        |
| 直野 桃花 |              | 2001年10月31日（23歳） |        | オレンジ                  | 2021年（令和3年）7月3日   | 2023年（令和5年）1月20日   |                                        |

### メンバー構成推移
| 日時                       | 出来事                                                                           | 増減  | 合計  |
| 第1期                      | 第1期                                                                            | 第1期 | 第1期 |
| -------------------------- | -------------------------------------------------------------------------------- | ----- | ----- |
| 2010年（平成22年）8月28日  | ひめキュンフルーツ缶1期生オーディションの合格者上位7名を正規メンバーとして発足。 | +7    | 7     |
| 2010年（平成22年）8月      | 正規メンバー大原歩は当時小学生だった為、ひなキュン（研修生）に移動。             | -1    | 6     |
| 2010年（平成22年）10月23日 | 谷尾桜子、菊原結里亜がひなキュンより昇格。                                       | +2    | 8     |
| 2011年（平成23年）11月26日 | 長谷部萌香が卒業。                                                               | -1    | 7     |
| 2012年（平成24年）3月10日  | 阿部愛友実、渡部恵美奈が脱退。                                                   | -2    | 5     |
| 2017年（平成29年）6月16日  | 河野穂乃花が卒業。                                                               | -1    | 4     |
| 2017年（平成29年）10月29日 | 岡本真依、奥村真友里、菊原結里亜、谷尾桜子が卒業。                               | -4    | 0     |
| 第2期                      |                                                                                  |       |       |
| 2017年（平成29年）11月1日  | 正規メンバー7名で、第2期ひめキュンフルーツ缶再始動。                             | +7    | 7     |
| 2017年（平成29年）12月2日  | 友近由麻が加入。                                                                 | +1    | 8     |
| 2018年（平成30年）8月14日  | 宮本紅、新山美沙が加入。                                                         | +2    | 10    |
| 2018年（平成30年）9月11日  | 新山美沙が規約違反により解雇。                                                   | -1    | 9     |
| 2018年（平成30年）12月16日 | 宮崎愛央が卒業。                                                                 | -1    | 8     |
| 2019年（平成31年）3月30日  | 長尾茉南が卒業。                                                                 | -1    | 7     |
| 2019年（令和元年）9月8日   | 古谷那瑠美が加入。                                                               | +1    | 8     |
| 2020年（令和2年）2月1日    | 友近由麻が卒業。                                                                 | -1    | 7     |
| 2020年（令和2年）5月31日   | 宮本紅が卒業。                                                                   | -1    | 6     |
| 2020年（令和2年）10月31日  | 中野京香が卒業。                                                                 | -1    | 5     |
| 2020年（令和2年）11月20日  | 中村百花を解雇。(重大な規約違反）                                                | -1    | 4     |
| 第3期                      |                                                                                  |       |       |
| 2021年（令和3年）1月11日   | 第3期ひめキュンフルーツ缶再始動。山本愛梨が加入。                                | +1    | 5     |
| 2021年（令和3年）3月21日   | 友澤春香が卒業。                                                                 | -1    | 4     |
| 2021年（令和3年）7月3日    | 直野桃花が加入。                                                                 | +1    | 5     |
| 2022年（令和4年）2月26日   | 梅﨑愛琉が加入                                                                   | +1    | 6     |
| 2023年（令和5年）1月20日   | 直野桃花が脱退                                                                   | -1    | 5     |

### ディスコグラフィ

#### シングル
| #                                                            | 発売日                                                       | タイトル                                                     | C/W | 形態                                                         | 品番/規格品番                                                | 楽曲制作                                                     | 最高位                                                       |
| 第1期                                                        | 第1期                                                        | 第1期                                                        | 第1期 | 第1期                                                        | 第1期                                                        | 第1期                                                        | 第1期                                                        |
| MAD MAGAZINE RECORDS/duke records （インディーズ・レーベル） | MAD MAGAZINE RECORDS/duke records （インディーズ・レーベル） | MAD MAGAZINE RECORDS/duke records （インディーズ・レーベル） | MAD MAGAZINE RECORDS/duke records （インディーズ・レーベル） | MAD MAGAZINE RECORDS/duke records （インディーズ・レーベル） | MAD MAGAZINE RECORDS/duke records （インディーズ・レーベル） | MAD MAGAZINE RECORDS/duke records （インディーズ・レーベル） | MAD MAGAZINE RECORDS/duke records （インディーズ・レーベル） |
| ------------------------------------------------------------ | ------------------------------------------------------------ | ------------------------------------------------------------ | --- | ------------------------------------------------------------ | ------------------------------------------------------------ | ------------------------------------------------------------ | ------------------------------------------------------------ |
| 1st                                                          | 2011年（平成23年）3月9日                                     | 恋愛エネルギー保存の法則                                     | ひめキュン参上！ | CD+DVD                                                       | BJCD-29                                                      | 作詞：酒井ナオユキ 作曲：井上卓也                            | 94位                                                         |
| 2nd                                                          | 2011年（平成23年）5月18日                                    | 恋のプリズン                                                 | 明日はバースディ | CD+DVD                                                       | BJCD-30                                                      | 作詞：酒井ナオユキ 作曲：井上卓也 編曲：山下智輝             | 83位                                                         |
| 限定                                                         | 2011年（平成23年）7月2日                                     | 松山幕情                                                     | - | CD                                                           | 数量限定                                                     | 作詞：岡久美子&酒井ナオユキ 作曲：和田香苗 編曲：土持城夫    | -                                                            |
| 3rd                                                          | 2011年（平成23年）8月3日                                     | 8分の1のブレス                                               | ひまわり Loop&Loop 時、戻れ… | CD+DVD                                                       | BJCD-31                                                      | 作詞：酒井ナオユキ&山下智輝 作曲：井上卓也                   | 107位                                                        |
| 4th                                                          | 2012年（平成24年）3月28日                                    | 恋が止まらない                                               | 未完成のスイーツ リードハート | CD                                                           | BJCD-33                                                      | 作詞：山下智輝 作曲：井上卓也 編曲：井上卓也&山下智輝        | 83位                                                         |
| 5th                                                          | 2012年（平成24年）4月11日                                    | 恋の微熱                                                     | YEAH！ふわり羽ばたけ！！ トライアゲイン | CD                                                           | BJCD-34                                                      | 作詞：酒井ナオユキ 作曲：井上卓也 編曲：井上卓也             | 67位                                                         |
| 6th                                                          | 2012年（平成24年）6月27日                                    | 例えばのモンスター                                           | TURN OF THE WORLD | CD                                                           | BJCD-36                                                      | 作詞：鹿島公行 作曲：鹿島公行                                | 71位                                                         |
| 7th                                                          | 2013年（平成25年）1月23日                                    | キラーチューン                                               | フリーノート これから始まる物語 | CD                                                           | BJCD-39                                                      | 作詞：井上卓也 作曲：井上卓也 編曲：井上卓也&山下智輝        | 42位                                                         |
| 8th                                                          | 2013年（平成25年）3月27日                                    | バズワード                                                   | ミスターA 夢桜 | CD CD＋写真集                                                | BJCD-40 BJCD-91001                                           | 作詞：鹿島公行 作曲：鹿島公行                                | 34位                                                         |
| 徳間ジャパンコミュニケーションズ（メジャー・レーベル）       |                                                              |                                                              | |                                                              |                                                              |                                                              |                                                              |
| 1st                                                          | 2013年（平成25年）8月7日                                     | アンダンテ                                                   | メイプルーフ 果てしなき旅 ネバーエバー | CD＋DVD CD                                                   | TKCA-73960 TKCA-73965                                        | 作詞：山下智輝 作曲：井上卓也                                | 25位                                                         |
| 限定                                                         | 2013年（平成25年）10月1日                                    | 流星トレイン                                                 | - | 配信限定                                                     | -                                                            | 作詞：井上卓也 作曲：井上卓也                                | -                                                            |
| 2nd                                                          | 2013年（平成25年）12月18日                                   | モラトリアム                                                 | 線状のマーベル 流星トレイン エデンの刻 タイムカプセル | CD＋DVD CD                                                   | TKCA-74040 TKCA-74045                                        | 作詞：山下智輝 作曲：山下智輝 編曲：山下智輝                 | 25位                                                         |
| 3rd                                                          | 2014年（平成26年）4月16日                                    | ハルカナタ                                                   | Seize the days！ REASON 春風メモリーズ I'm sorry | CD＋DVD CD                                                   | TKCA-74081 TKCA-74082 TKCA-74083 TKCA-74084                  | 作詞:山下智輝 作曲:井上卓也                                  | 12位                                                         |
| 4th                                                          | 2014年（平成26年）8月27日                                    | パラダイム                                                   | グッドモーニングサンシャイン 水天の月下 サマーストーリー | CD＋DVD CD                                                   | TKCA-74114 TKCA-74118                                        | 作詞:山下智輝 作曲:井上卓也                                  | 18位                                                         |
| 限定                                                         | 2015年（平成27年）2月11日                                    | 恋のBRKN!!                                                   | 「そでギュ」で始まる乙女道 | CD                                                           | TKCA-74186                                                   | 作詞:密家ビィ 作曲:萩龍一                                    | 89位                                                         |
| 5th                                                          | 2015年（平成27年）4月15日                                    | TEAR DROPS                                                   | OTONA COLLECTION HERO AFTER SCHOOL FOUR DIMENSIONS | CD＋DVD CD                                                   | TKCA-74209 TKCA-74213                                        | 作詞:山下智輝 作曲:井上卓也                                  | 22位                                                         |
| 限定                                                         | 2015年（平成27年）6月10日                                    | たこちう。                                                   | たこキュン。 たこちう。 off vocal ver. たこキュン。 off vocal ver. | CD                                                           | TKCA-74233                                                   | 作詞:吉田隆 作曲:吉田隆                                      | -                                                            |
| 限定                                                         | 2015年（平成27年）8月1日                                     | Happy☆Mappy                                                  | - | CD                                                           | 球場限定                                                     | 作詞:正岡省吾 作曲:正岡省吾                                  | -                                                            |
| 6th                                                          | 2015年（平成27年）9月9日                                     | 覚醒ミライ                                                   | ワードレス 僕がぼくであること 青の少年 | CD＋DVD CD                                                   | TKCA-74263 TKCA-74267                                        | 作詞:白石ひでのり 作曲:白石ひでのり                          | 24位                                                         |
| 限定                                                         | 2015年（平成27年）12月2日                                    | あの坂道を駆け上がれ！                                       | ボクとキミをつなぐ空 キラキラした明日 モフモフが降ってきた ボクとキミをつなぐ空（feat.COLORS!） ボクとキミをつなぐ空～HMV Remix～ あの坂道を駆け上がれ！（オリジナル・カラオケ） ボクとキミをつなぐ空（オリジナル・カラオケ） | CD＋DVD CD                                                   | TKCA-74307 TKCA-74311 TKCA-74317                             | 作詞:密家ビィ 作曲:宇佐美宏                                  | 134位                                                        |
| 限定                                                         | 2016年（平成28年）1月10日                                    | 風前絶後                                                     | - | CD                                                           | ひめぎんホール限定                                           | -                                                            | -                                                            |
| 7th                                                          | 2016年（平成28年）2月17日                                    | 伊予魂乙女節                                                 | 伊予魂乙女節 プラスチックラブ ナナイロ（通常盤のみ） trust!!（初回盤のみ） | CD＋DVD CD                                                   | TKCA-74338 TKCA-74399                                        | 作詞:増子直純(怒髪天) 作曲:上原子友康(怒髪天)                | 36位                                                         |
| 8th                                                          | 2017年（平成29年）3月8日                                     | ココロツナガル                                               | Nie2Bye2（ナイツーバイバイ） Pray for the NewWorld（初回盤のみ） ココロツナガル（カラオケ） Nie2Bye2（ナイツーバイバイ）（カラオケ）                                                                                          | CD＋DVD CD                                                   | TKCA-74490 TKCA-74491                                        | 作詞:萩龍一 作曲:萩龍一                                      | 98位                                                         |
| 第2期                                                        |                                                              |                                                              | |                                                              |                                                              |                                                              |                                                              |
| MAD MAGAZINE RECORDS/duke records （インディーズ・レーベル） |                                                              |                                                              | |                                                              |                                                              |                                                              |                                                              |
| 9th                                                          | 2017年（平成29年）12月23日                                   | STAND UP!!                                                   | BRAND NEW TOMORROW BELIEVER | CD                                                           | MMR-0071                                                     |                                                              | TBA                                                          |
| 10th                                                         | 2018年（平成30年）8月25日                                    | 雷鳴-Lie mey-                                                | 雷鳴-Lie mey- Search out | CD                                                           | MMR-0077                                                     |                                                              |                                                              |
| 11th                                                         | 2019年（令和元年）5月5日                                     | 燦々百歩                                                     | 燦々百歩 Sunrise | CD                                                           | MMR-0087                                                     |                                                              |                                                              |
| 12th                                                         | 2019年（令和元年）6月26日                                    | ANSWER                                                       | ANSWER 虹色世代 | CD                                                           | MMR-0091                                                     |                                                              |                                                              |
| 13th                                                         | 2020年（令和2年）2月9日                                      | 素晴らしきかな人生                                           | 素晴らしきかな人生 Ugly angry | CD                                                           | MMR-0096                                                     |                                                              |                                                              |
| 14th                                                         | 2020年（令和2年）7月29日                                     | アンスリウム                                                 | アンスリウム 超！無敵少女 | CD                                                           | MMR-0098                                                     |                                                              |                                                              |

#### ベストアルバム
| #                                                      | 発売日                                                 | タイトル                                               | 規格                                                   | 規格品番                                               | 最高位                                                 |
| 徳間ジャパンコミュニケーションズ（メジャー・レーベル） | 徳間ジャパンコミュニケーションズ（メジャー・レーベル） | 徳間ジャパンコミュニケーションズ（メジャー・レーベル） | 徳間ジャパンコミュニケーションズ（メジャー・レーベル） | 徳間ジャパンコミュニケーションズ（メジャー・レーベル） | 徳間ジャパンコミュニケーションズ（メジャー・レーベル） |
| ------------------------------------------------------ | ------------------------------------------------------ | ------------------------------------------------------ | ------------------------------------------------------ | ------------------------------------------------------ | ------------------------------------------------------ |
| 1st                                                    | 2017年（平成29年）8月2日                               | 煌-BEST-                                               | CD＋DVD CD                                             | TKCA-74538 TKCA-74539                                  | 249位                                                  |

#### コンピレーションアルバム
| #                                        | 発売日                                   | タイトル                                 | 規格                                     | 規格品番                                 | 最高位                                   | 備考                                     |
| トイズファクトリー（メジャー・レーベル） | トイズファクトリー（メジャー・レーベル） | トイズファクトリー（メジャー・レーベル） | トイズファクトリー（メジャー・レーベル） | トイズファクトリー（メジャー・レーベル） | トイズファクトリー（メジャー・レーベル） | トイズファクトリー（メジャー・レーベル） |
| ---------------------------------------- | ---------------------------------------- | ---------------------------------------- | ---------------------------------------- | ---------------------------------------- | ---------------------------------------- | ---------------------------------------- |
| 1st                                      | 2012年（平成24年）7月18日                | LOCAL IDOL BEST!                         | CD                                       | TFCC-86386                               | -                                        | 2曲目「恋の微熱」収録                    |

#### V.A.
| #                                                            | 発売日                                                       | タイトル                                                     | 規格                                                         | 規格品番                                                     | 最高位                                                       |                                                              |
| MAD MAGAZINE RECORDS/duke records （インディーズ・レーベル） | MAD MAGAZINE RECORDS/duke records （インディーズ・レーベル） | MAD MAGAZINE RECORDS/duke records （インディーズ・レーベル） | MAD MAGAZINE RECORDS/duke records （インディーズ・レーベル） | MAD MAGAZINE RECORDS/duke records （インディーズ・レーベル） | MAD MAGAZINE RECORDS/duke records （インディーズ・レーベル） | MAD MAGAZINE RECORDS/duke records （インディーズ・レーベル） |
| ------------------------------------------------------------ | ------------------------------------------------------------ | ------------------------------------------------------------ | ------------------------------------------------------------ | ------------------------------------------------------------ | ------------------------------------------------------------ | ------------------------------------------------------------ |
| 限定                                                         | 2013年（平成25年）7月1日                                     | たべまショータイム                                           | CD                                                           | 愛媛限定                                                     | -                                                            |                                                              |

#### DVD&Blu-ray
| #                                                      | 発売日                                                 | タイトル                                               | 規格                                                   | 規格品番                                               | 最高位                                                 |                                                        |
| 徳間ジャパンコミュニケーションズ（メジャー・レーベル） | 徳間ジャパンコミュニケーションズ（メジャー・レーベル） | 徳間ジャパンコミュニケーションズ（メジャー・レーベル） | 徳間ジャパンコミュニケーションズ（メジャー・レーベル） | 徳間ジャパンコミュニケーションズ（メジャー・レーベル） | 徳間ジャパンコミュニケーションズ（メジャー・レーベル） | 徳間ジャパンコミュニケーションズ（メジャー・レーベル） |
| ------------------------------------------------------ | ------------------------------------------------------ | ------------------------------------------------------ | ------------------------------------------------------ | ------------------------------------------------------ | ------------------------------------------------------ | ------------------------------------------------------ |
| 1st                                                    | 2014年（平成26年）10月8日                              | 真夏遊戯“HimeKyun wasn’t built in a day”Live In Oita!  | 2DVD+CDMS DVD                                          | TKBA-1211 TKBA-1212                                    | 59位                                                   |                                                        |
| 2nd                                                    | 2016年（平成28年）6月1日                               | 威風凛々～Run before the wind 第一章～                 | DVD                                                    | TKBA-1236                                              | 46位                                                   |                                                        |

#### ミュージックビデオ
| 年                 | 曲                       |
| ------------------ | ------------------------ |
| 2011年（平成23年） | 恋愛エネルギー保存の法則 |
| 2011年（平成23年） | 恋のプリズン             |
| 2011年（平成23年） | 8分の1のブレス           |
| 2012年（平成24年） | 恋が止まらない           |
| 2012年（平成24年） | 恋の微熱                 |
| 2012年（平成24年） | 例えばのモンスター       |
| 2012年（平成24年） | ワタシダイイチキボウ     |
| 2013年（平成25年） | キラーチューン           |
| 2013年（平成25年） | バズワード               |
| 2013年（平成25年） | アンダンテ               |
| 2013年（平成25年） | モラトリアム             |
| 2014年（平成26年） | ハルカナタ               |
| 2014年（平成26年） | パラダイム               |
| 2014年（平成26年） | 浮世シグレ               |
| 2015年（平成27年） | 恋のBRKN!!               |
| 2015年（平成27年） | TEAR DROPS               |
| 2015年（平成27年） | FOUR DIMENSIONS          |
| 2015年（平成27年） | 覚醒ミライ               |
| 2015年（平成27年） | あの坂道を駆け上がれ！   |
| 2015年（平成27年） | ボクとキミをつなぐ空     |

### タイアップ
| 年                 | 曲                           | タイアップ                                                                  |
| ------------------ | ---------------------------- | --------------------------------------------------------------------------- |
| 2011年（平成23年） | 恋愛エネルギー保存の法則     | キスケグループ「キスケボウル」CMソング                                      |
| 2011年（平成23年） | 恋が止まらない               | 愛媛日産「エコカーフェア」CMソング                                          |
| 2012年（平成24年） | YEAH！ふわり羽ばたけ！！     | キスケグループ「キスケボウル」CMソング                                      |
| 2012年（平成24年） | 恋の微熱                     | キスケグループ「キスケwao」CMソング                                         |
| 2012年（平成24年） | 恋愛エネルギー保存の法則     | 大塚製薬「ポカリスエット」CMソング                                          |
| 2012年（平成24年） | 愛、my COLOR                 | 愛媛日産「私の助手席に乗ってください編」CMソング                            |
| 2012年（平成24年） | 例えばのモンスター           | キスケグループ「天然温泉キスケのゆ」CMソング                                |
| 2012年（平成24年） | iの奇蹟                      | 映画「へっぽこエスパーなごみ！」主題歌                                      |
| 2013年（平成25年） | キラーチューン               | キスケグループ「キスケカラオケ」CMソング                                    |
| 2013年（平成25年） | バズワード                   | 愛媛日産「カーライフアドバイザー編」CMソング                                |
| 2013年（平成25年） | ミスターA                    | 映画「あすなろ参上！」主題歌                                                |
| 2013年（平成25年） | 食べまショータイム           | えひめこどもの城「ひめキュン壮行会」CMソング                                |
| 2013年（平成25年） | アンダンテ                   | 日本テレビ系「ミュージックドラゴン」8月度EDテーマ                           |
| 2013年（平成25年） | 流星トレイン                 | アニメ「トレインヒーロー」EDテーマ                                          |
| 2013年（平成25年） | モラトリアム                 | 第一興商「D-PUSH」12月度メインアーティスト                                  |
| 2014年（平成26年） | ハルカナタ                   | テレビ東京系「ざっくりハイタッチ」 4月度EDテーマ                            |
| 2014年（平成26年） | グッドモーニングサンシャイン | 愛媛日産「NISSAN with ひめキュンフルーツ缶」GW限定CM                        |
| 2014年（平成26年） | You You 夢 Vision            | キスケグループ「キスケのゆ今治駅前店」CMソング                              |
| 2014年（平成26年） | 色づく蒼葉たち               | キスケグループ「キスケのゆ今治駅前店」CMソング                              |
| 2014年（平成26年） | パラダイム                   | 日本テレビ系「徳井と後藤と麗しのSHELLYが今夜くらべてみました」8月度EDテーマ |
| 2015年（平成27年） | OTONA COLLECTION             | TBSラジオ「新生活応援キャンペーン」CPソング                                 |
| 2015年（平成27年） | TEAR DROPS                   | FM大阪4月度「E-Tracks」                                                     |
| 2015年（平成27年） | たこちう。                   | NHK「みんなのうた」6月・7月度放送曲                                         |
| 2015年（平成27年） | HERO AFTER SCHOOL            | 愛媛銀行「スマホ口座」CMソング                                              |
| 2015年（平成27年） | Happy☆Mappy                  | 愛媛マンダリンパイレーツのマスコットキャラクター「マッピー」テーマソング    |
| 2015年（平成27年） | 覚醒ミライ                   | 日本テレビ系「徳井と後藤と麗しのSHELLYが今夜くらべてみました」9月度EDテーマ |
| 2017年（平成29年） | ココロツナガル               | NHK Eテレ「ピカイア!2」OPテーマ                                             |
| 2017年（平成29年） | Nie2Bye2（ナイツーバイバイ） | NHK Eテレ「ピカイア!2」EDテーマ                                             |

## GLIM9（旧AiCune）
AiCuneについては2013年9月から2016年11月までを第1期、2022年6月から2024年7月10までを第2期とする。

### 現在のメンバー
| 名前      | ニックネーム | 生年月日               | メンバーカラー | 加入日                    | 備考                               |
| --------- | ------------ | ---------------------- | -------------- | ------------------------- | ---------------------------------- |
| 松本 優衣 | ゆいぴ       | 2001年1月24日（24歳）  | スカイブルー   | 2022年（令和4年）6月18日  | AiCuneのリーダー                   |
| 川本 心愛 | みあたん     | 2007年8月24日（17歳）  | オレンジ       | 2022年（令和4年）6月18日  | 愛媛美少女図鑑のモデルを兼務。     |
| 村上 真菜 | まなち       | 2002年11月12日（22歳） | グリーン       | 2022年（令和4年）12月24日 | 愛媛コレクション2022ファイナリスト |
| 枝次 美結 | みゆみゆ     | 2002年3月12日（23歳）  | ピンク         | 2023年（令和5年）1月15日  |                                    |

### AiCune第1期解散時のメンバー
第1期における加入期はひめキュンフルーツ缶結成以降に加入した時期を表す。元メンバーも同様。
| 名前        | ニックネーム | 生年月日              | 加入期 | 血液型 | 備考                                                                                          |
| ----------- | ------------ | --------------------- | ------ | ------ | --------------------------------------------------------------------------------------------- |
| 吉良 有美香 | ゆみか       | 1998年6月3日（27歳）  | 5期    | O型    | 研修生より昇格。                                                                              |
| 坂本 真麻   | まあさん     | 2001年4月16日（24歳） | -      | O型    | 研修生より昇格。 2017年4月よりPAFUのメンバーとして活動。                                      |
| 友近 由麻   | ゆまもん     | 2001年5月5日（24歳）  | -      | B型    | 研修生より昇格。 2017年4月よりPAFUのメンバーとして活動。ひめキュンフルーツ缶(第2期)メンバー。 |
| 森下 美咲   | みいたん     | 2006年3月4日（19歳）  | -      | A型    | 研修生より昇格。 2017年4月よりPAFUのメンバーとして活動。                                      |

### AiCune第1期の元・メンバー
| 名前        | ニックネーム | 生年月日               | 加入期 | 血液型 | 卒業日                     | 備考                                              |
| ----------- | ------------ | ---------------------- | ------ | ------ | -------------------------- | ------------------------------------------------- |
| ほの花      | ほのちゃん   | 2002年12月18日（22歳） | 4期    | -      | 2013年（平成25年）10月     |                                                   |
| 吉松 音々   | ねね         | 2000年3月22日（25歳）  | 4期    | -      | 2013年（平成25年）10月     | ミスアースジャパン愛媛のモデルとして活動中        |
| 大野 遥     | はる         | 1998年3月2日（27歳）   | 4期    | O型    | 2014年（平成26年）3月19日  | 在籍時最年長                                      |
| 植松 紗奈   | さなぶん     | 1998年5月21日（27歳）  | 4期    | O型    | 2014年（平成26年）4月9日   |                                                   |
| 岡田 七海   | ななみ       | 1998年3月11日（27歳）  | 4期    | A型    | 2014年（平成26年）4月9日   |                                                   |
| 西岡 華奈   | かなピー     | 2002年8月12日（22歳）  | 4期    | B型    | 2014年（平成26年）4月9日   |                                                   |
| 岡田 梨里   | りさりさ     | 1999年4月9日（26歳）   | 4期    | O型    | 2014年（平成26年）10月11日 | 元・3期研修生。愛媛美少女図鑑のモデルとして活動中 |
| 福原 詩     | うーたん     | 2003年2月14日（22歳）  | 4期    | A型    | 2014年（平成26年）10月11日 | 身長136cm、在籍時最年少。                         |
| 村上 空     | そらポン     | 1999年7月15日（26歳）  | 4期    | A型    | 2014年（平成26年）10月11日 |                                                   |
| 村田 和佳音 | あかね       | 1998年8月8日（26歳）   | 4.5期  | AB型   | 2015年（平成27年）2月28日  | エース、元・nanoCUNEメンバー。                    |
| 佐藤 瞳     | ひとみん     | 1998年4月2日（27歳）   | 4期    | A型    | 2016年（平成28年）3月26日  | 元・リーダー。 加賀山梨紗とWセンター。            |
| 加賀山 梨紗 | りっちゃん   | 1999年9月28日（25歳）  | 4期    | B型    | 2016年（平成28年）3月26日  | 元・サブリーダー。 佐藤瞳とWセンター。            |
| 木下 あすみ | あすみん     | 2001年11月6日（23歳）  | 4期    | AB型   | 2016年（平成28年）3月26日  | 元・3期研修生。 実姉はnanoCUNEの木下こころ。      |
| 木下 きらり | きらりんちょ | 2000年1月17日（25歳）  | 4期    | AB型   | 2016年（平成28年）11月20日 | 元・2代目リーダー。 実姉はnanoCUNEの木下こころ。  |
| 橋本 真咲   | まーちゃん   | 2000年2月3日（25歳）   | 4期    | O型    | 2016年（平成28年）11月20日 |                                                   |

### メンバー構成推移
| 日時                       | 出来事                                                                                               | 増減  | 合計  |
| 第1期                      | 第1期                                                                                                | 第1期 | 第1期 |
| -------------------------- | --- | ----- | ----- |
| 2013年（平成25年）9月7日   | AiCune1期生（ひめキュングループ4期生）オーディションに合格した14人で愛媛オンリーアイドルとして発足。 | +14   | 14    |
| 2013年（平成25年）10月     | 吉松音々、ほの花が活動辞退                                                                           | -2    | 12    |
| 2013年（平成25年）11月30日 | 元・nanoCUNEの村田和佳音が加入。                                                                     | +1    | 13    |
| 2014年（平成26年）3月19日  | 大野遥が卒業。                                                                                       | -1    | 12    |
| 2014年（平成26年）4月9日   | 植松紗奈、岡田七海、西岡華奈が卒業。                                                                 | -3    | 9     |
| 2014年（平成26年）10月11日 | 岡田梨里、福原詩、村上空が卒業。                                                                     | -3    | 6     |
| 2015年（平成27年）2月28日  | 村田和佳音が卒業。                                                                                   | -1    | 5     |
| 2015年（平成27年）         | 吉良有美香が研修生より昇格。                                                                         | +1    | 6     |
| 2016年（平成28年）3月26日  | 佐藤瞳、加賀山梨紗、木下あすみが卒業。                                                               | -3    | 3     |
| 2016年（平成28年）6月      | 三期生として坂本真麻、友近由麻、森下美咲が加入。                                                     | +3    | 6     |
| 2016年（平成28年）11月20日 | 木下きらり、橋本真咲が卒業 同時にAiCune解散。（残った4人は新グループ結成まで、充電期間に入る。）     |       |       |

## PAFU
2017年（平成29年）5月結成。2017年（平成29年）10月解散。

### 解散時のメンバー
| 名前      | ニックネーム | 生年月日              | 血液型 | 備考                                                    |
| --------- | ------------ | --------------------- | ------ | ------------------------------------------------------- |
| 河野 遥   | はるか       | 2001年6月20日（24歳） | A型    |                                                         |
| 坂本 真麻 | まあさん     | 2001年4月16日（24歳） | O型    | 元・AiCuneメンバー                                      |
| 友近 由麻 | ゆまもん     | 2001年5月5日（24歳）  | B型    | 元・AiCuneメンバー、解散後第2期ひめキュンフルーツ缶加入 |
| 長尾 茉南 | まななん     | 2002年2月27日（23歳） |        | 解散直後に第2期ひめキュンフルーツ缶加入                 |
| 森下 美咲 | みいたん     | 2006年3月4日（19歳）  | A型    | 元・AiCuneメンバー                                      |

## 出演

### ラジオ （レギュラー）
- ひめキュン生ラジオ缶（2010年10月10日 - 2011年4月3日、南海放送ラジオ）
- ひめキュン超ラジオ缶（2011年4月9日・4月16日、南海放送ラジオ）
- ひめキュン超ラジオ缶濃縮還元（2011年4月23日 - 2012年3月25日 、南海放送ラジオ）
- 週缶ひめキュン（2011年4月 - 2012年4月24日、FM愛媛）
- 月缶ひめキュン（2012年5月 - ? 、FM愛媛）
- ひめキュンフルーツ缶 ひめ様のミカンの缶づめ、みかん抜き（2013年7月1日 - 、FM NACK5）[10]
- GIRLS♥GIRLS♥GIRLS =RED ZONE=「目指せ頂上！ひめキュン現在3合目!!」（2014年7月2日 - 2015年6月24日、FM-FUJI）
- Narrowband Camp（毎週土曜24:00 - 24:30、FM愛媛）

### 映画
- へっぽこエスパーなごみ!（2012年）
- あすなろ参上!（2013年）

### アニメ
- マッツとヤンマとモブリさん〜七つの秘宝と空飛ぶお城〜（2013年）
- マッツとヤンマとモブリさん〜水軍お宝と謎解きの島々〜（2014年）

### イベント
- 2010シーズンJリーグディビジョン2第28節 愛媛FCvsロアッソ熊本、「お披露目イベント」（2010年9月26日、ニンジニアスタジアム）
- 松山モードフェス（2010年10月11日、大街道特設ステージ）あゆみ・まゆり・ゆりあ
- B級グルメショッ喰!!（2010年10月31日、新居浜市黒島海浜公園）
- SUN BURST 2012（2012年7月15日、四国中央市寒川豊岡海浜公園）
- アイドル横丁（2013年）
- ひめキュンフルーツ缶『情熱、エモーション。〜REAL IDOROLL GIFT〜』発売記念ミニライブ＆サイン会（2013年）
- 「yab山口朝日放送」開局20周年感謝祭 第二部（2013年10月6日）
- マックル秋のズッコケ珍道中 IN 大分（2013年10月12日）
- 第21回 福角会祭（2013年10月20日）
- ヤングジャンプPRESENTS 「Dorothy Little Happy＆ひめキュンフルーツ缶」SPECIAL LIVE （2014年3月11日、TSUTAYA O-nest Shibuya） - Dorothy Little Happyと共演
- ピエール中野 47都道府県ドラムを叩いてまわるツアー2014 （2014年5月8日）
- 東京号泣ライブ@シブゲキ!! 〜センパイ!よろしくお願いします!〜 （2014年5月11日、CBGKシブゲキ!!） - 東京パフォーマンスドールと共演
- アイドル甲子園～東西アイドル交流戦～ （2014年5月18日、渋谷TSUTAYA O-EAST）
- 和歌山シーサイドアイドルフェスティバル2014 （2014年5月25日）
- @JAM 2014 アイドルDay （2014年5月31日、Zepp DiverCit y TOKYO）
- Sapporo-Girls Link Special 2014（2014年6月22日）
- KAWAII POP FES by@JAM vol.3 香港2014（2014年6月29日、香港・Music Zone）

### 定期公演
- 毎月1 - 3回程度でひめキュンシアター＜松山キティホール＞にて定期公演が行われている。

| 年                 | 月日      | シーズン          | 定期公演名称                                          | 備考 |
| ------------------ | --------- | ----------------- | ----------------------------------------------------- | ---- |
| 2010年（平成22年） | 10月23日  | プレ公演シーズン0 | フライング！                                          |      |
| 2010年（平成22年） | 12月18日  | 定期公演1.0       | 缶詰開けちゃうぞ                                      |      |
| 2010年（平成22年） | 12月26日  | 定期公演1.1       | マジ先週と違うのね                                    |      |
| 2011年（平成23年） | 3月5日    | 定期公演2.0       | 待たせてゴメンね。お詫びに先行販売ドーン！1日目       |      |
| 2011年（平成23年） | 3月6日    | 定期公演2.1       | 待たしちゃってゴメンネ！2                             |      |
| 2011年（平成23年） | 4月6日    | 定期公演2.2       | ひめキュンフルーツ缶 銀天街スペシャルライブ           |      |
| 2011年（平成23年） | 4月9日    | 定期公演2.3       | 写真集出ちゃいます記念です                            |      |
| 2011年（平成23年） | 4月30日   | 定期公演3.0       | 新曲ラッシュだ！＆らこたん生誕おめ！                  |      |
| 2011年（平成23年） | 5月15日昼 | 定期公演4.0       | 恋プリもうすぐ発売！今度もオリコン頑張るけんね！第1部 |      |
| 2011年（平成23年） | 5月15日夜 | 定期公演4.1       | マチネとソワレは違うんよ。恋プリもうすぐ発売 第2部    |      |
| 2011年（平成23年） | 6月11日   | 定期公演4.2       | 灼熱にして神聖なる太陽神 生誕スペ                     |      |
| 2011年（平成23年） | 7月18日昼 | 定期公演4.3       | 明日はゆんのバースディ 第一部マチネ                   |      |
| 2011年（平成23年） | 7月18日夜 | 定期公演4.4       | 明日はゆんのバースディ 第二部ソワレ                   |      |
| 2011年（平成23年） | 8月27日昼 | 定期公演4.5       | 真夏の大感謝祭・お昼の部                              |      |
| 2011年（平成23年） | 8月27日夜 | 定期公演4.6       | 真夏のきみとも交流戦・夜の部                          |      |
| 2011年（平成23年） | 9月24日   | 定期公演4.7       | 定期公演番外編 川之江遠征！                           |      |
| 2011年（平成23年） | 10月1日   | 定期公演5.0       | 2年目のごあいさつ！                                   |      |
| 2011年（平成23年） | 10月2日   | 定期公演5.1       | 今日も来てくれてありがとう！                          |      |
| 2011年（平成23年） | 10月9日   | 定期公演5.2       | 秋の大収穫祭だよっ！                                  |      |
| 2011年（平成23年） | 10月10日  | 定期公演5.3       | 体育の日だよスペシャル！                              |      |
| 2011年（平成23年） | 11月6日   | 定期公演5.4       | 萌香生誕！ ラストスパート！                           |      |
| 2011年（平成23年） | 11月26日  | 定期公演5.5       | 卒業！ さよなら萌香、笑顔でまたね                     |      |
| 2011年（平成23年） | 12月25日  | 定期公演6.0       | クリスマスSP! 仮装パーティーにようこそ                |      |
| 2012年（平成24年） | 1月26日   | 定期公演6.1       | 寒中お見舞い申し上げます！スタンディングでGO！        |      |
| 2012年（平成24年） | 2月4日    | 定期公演6.2       | 生誕祭の嵐その1！ 恵美奈16歳！                        |      |
| 2012年（平成24年） | 2月4日    | 定期公演6.3       | 生誕祭の嵐その2！ 穂乃花17歳！                        |      |
| 2012年（平成24年） | 2月5日    | 定期公演6.4       | 生誕祭の嵐その3！ 真友里16歳！                        |      |
| 2012年（平成24年） | 3月10日   | 定期公演6.5       | リーダー生誕、17歳！                                  |      |
| 2012年（平成24年） | 5月3日    | 定期公演A1        | 新星ひめキュン！桜子生誕、遅れてすまぬ                |      |

## 書籍

### 写真集
- ひめキュン写真缶（責任編集長酒井直行、副編集長まい）、2011年（平成23年）4月4日発売。愛媛新聞社発行。